# بوش دو رون

علم الإقليم

شعار الإقليم

بوش دي رون (بالفرنسية: Bouches-du-Rhône)‏: هو إقليم فرنسي تابع لمنطقة بروفنس ألب كوت دازور . يبلغ عدد سكانه 1,972,018 نسمة ويعتبر ثالث إقليم من حيث عدد السكان بعد نور وباريس.

## معرض صور

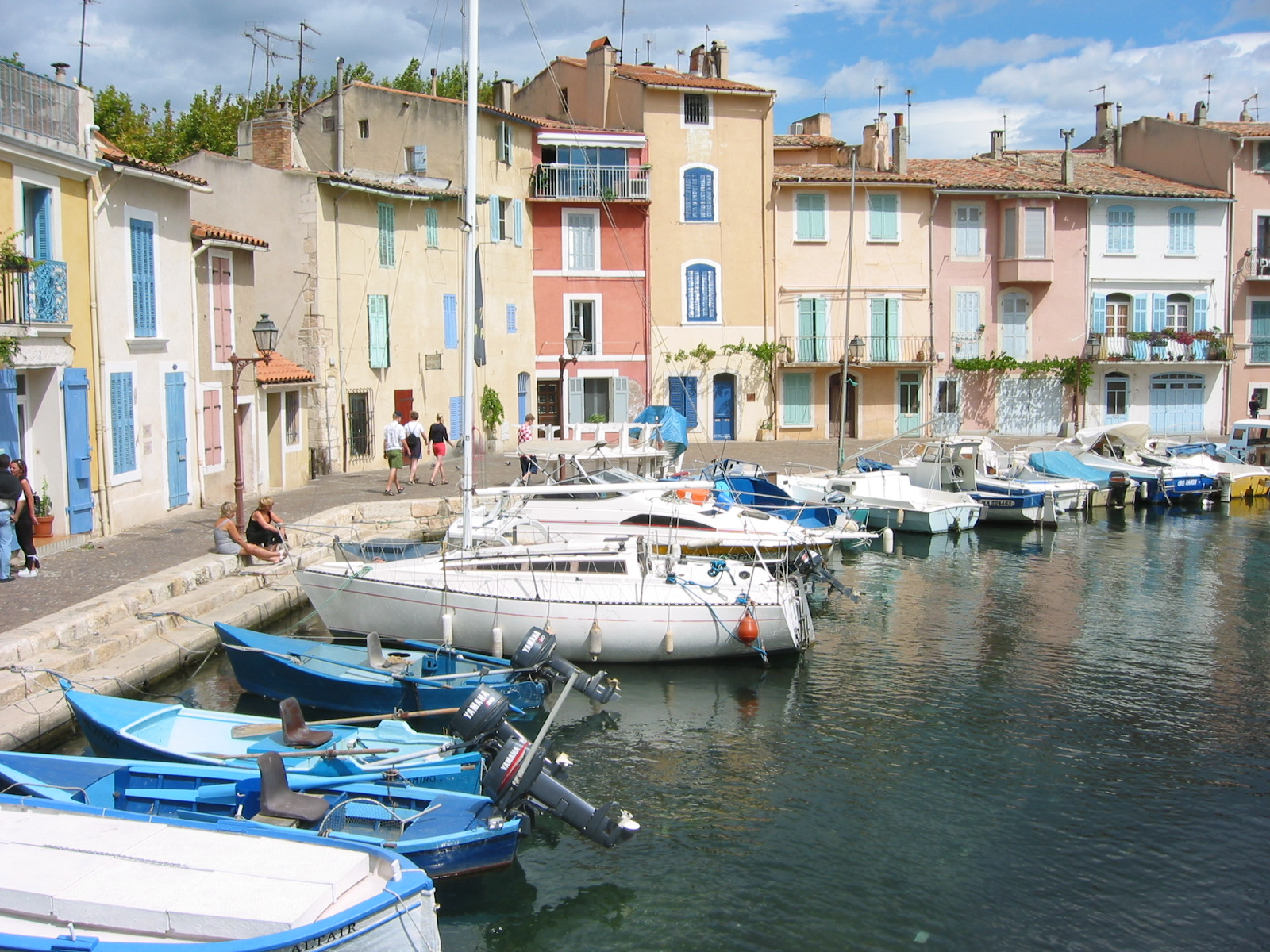
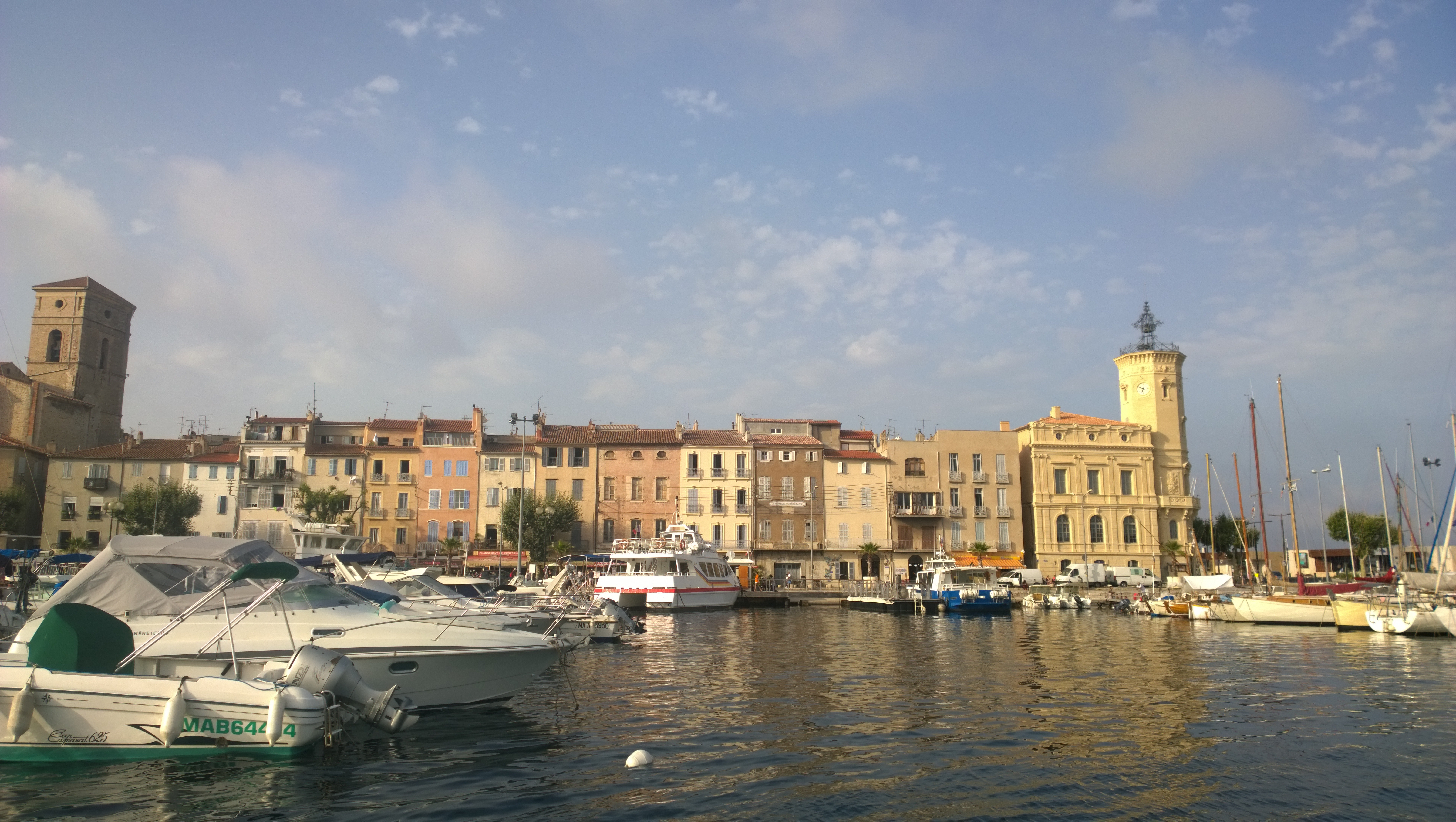
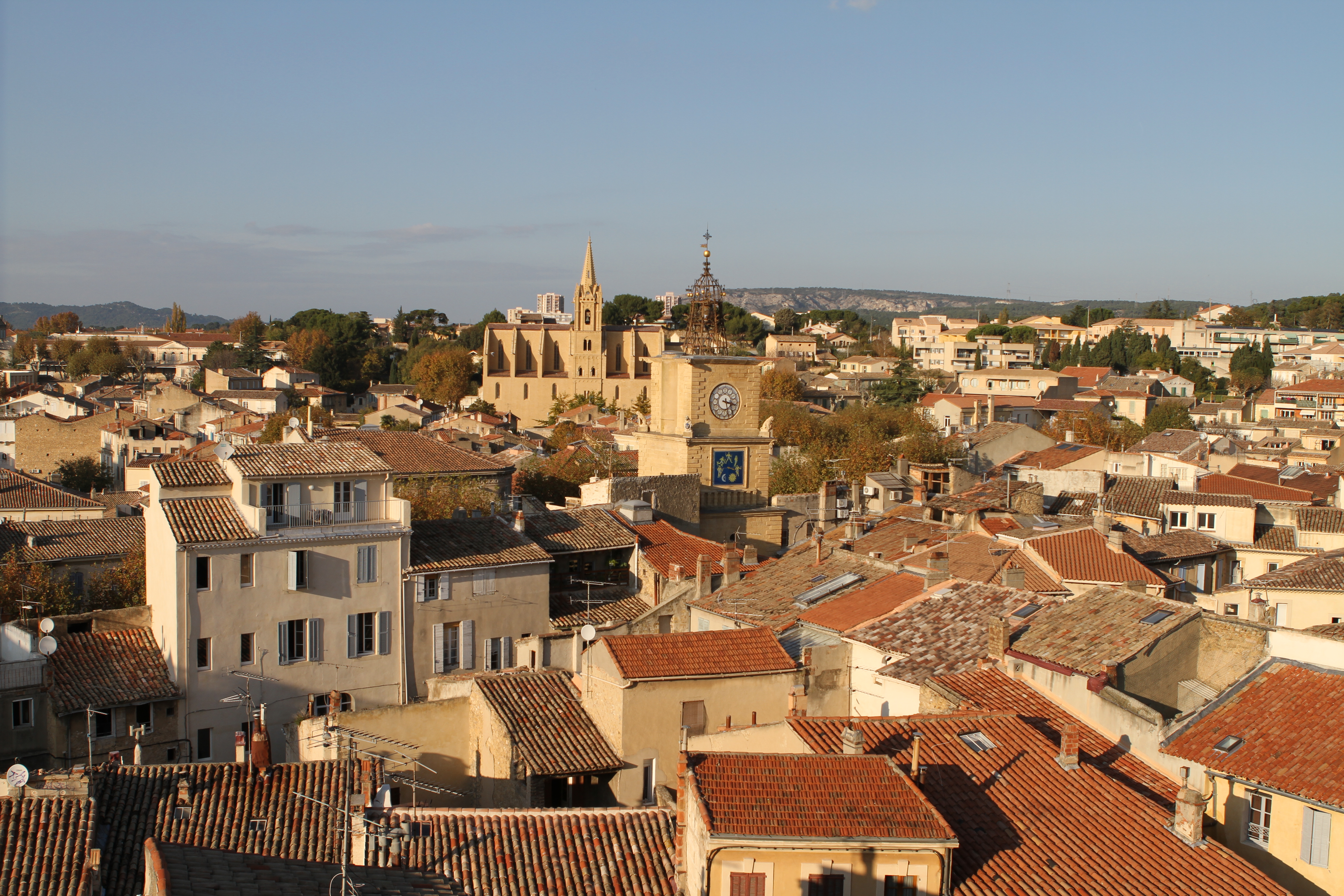
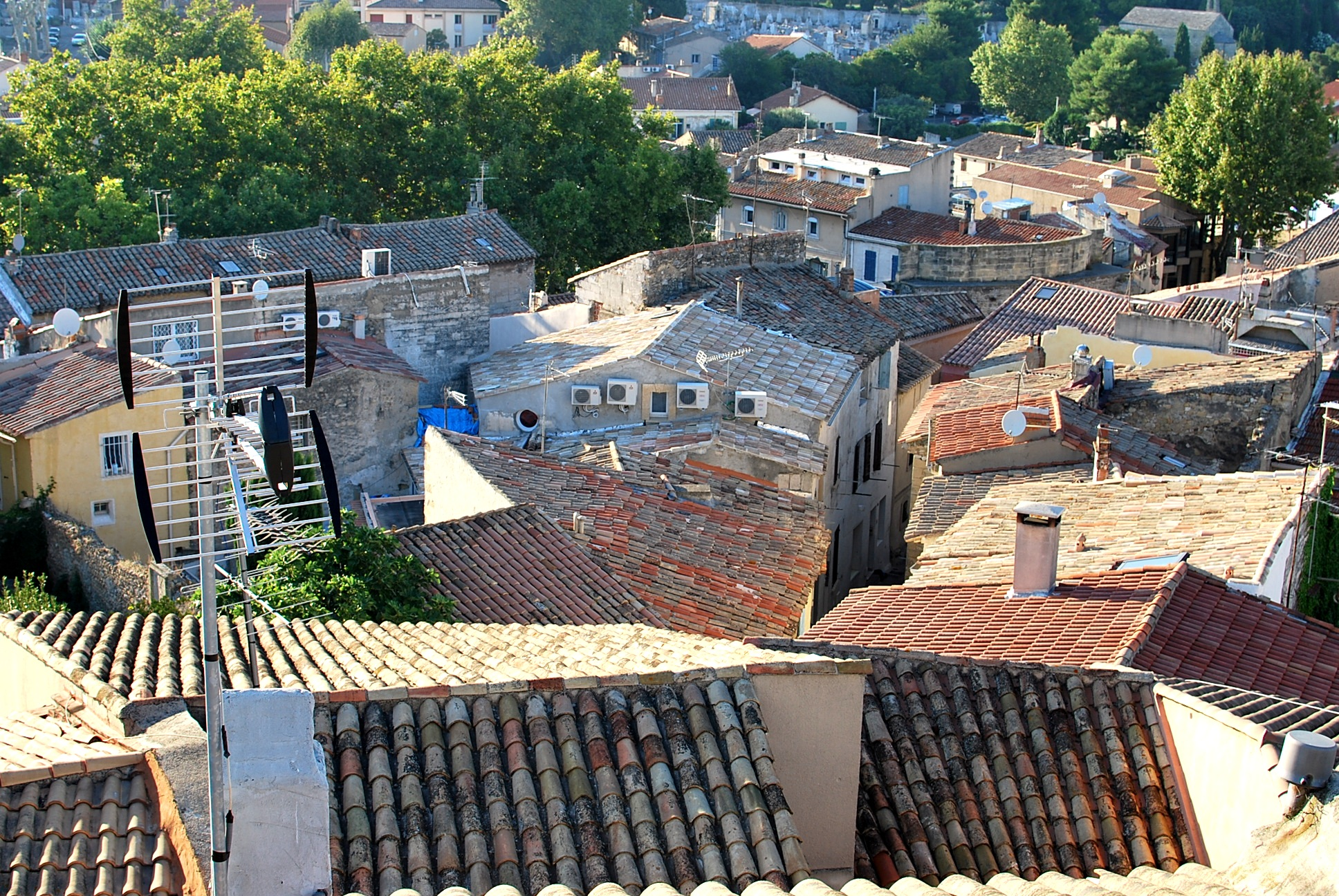
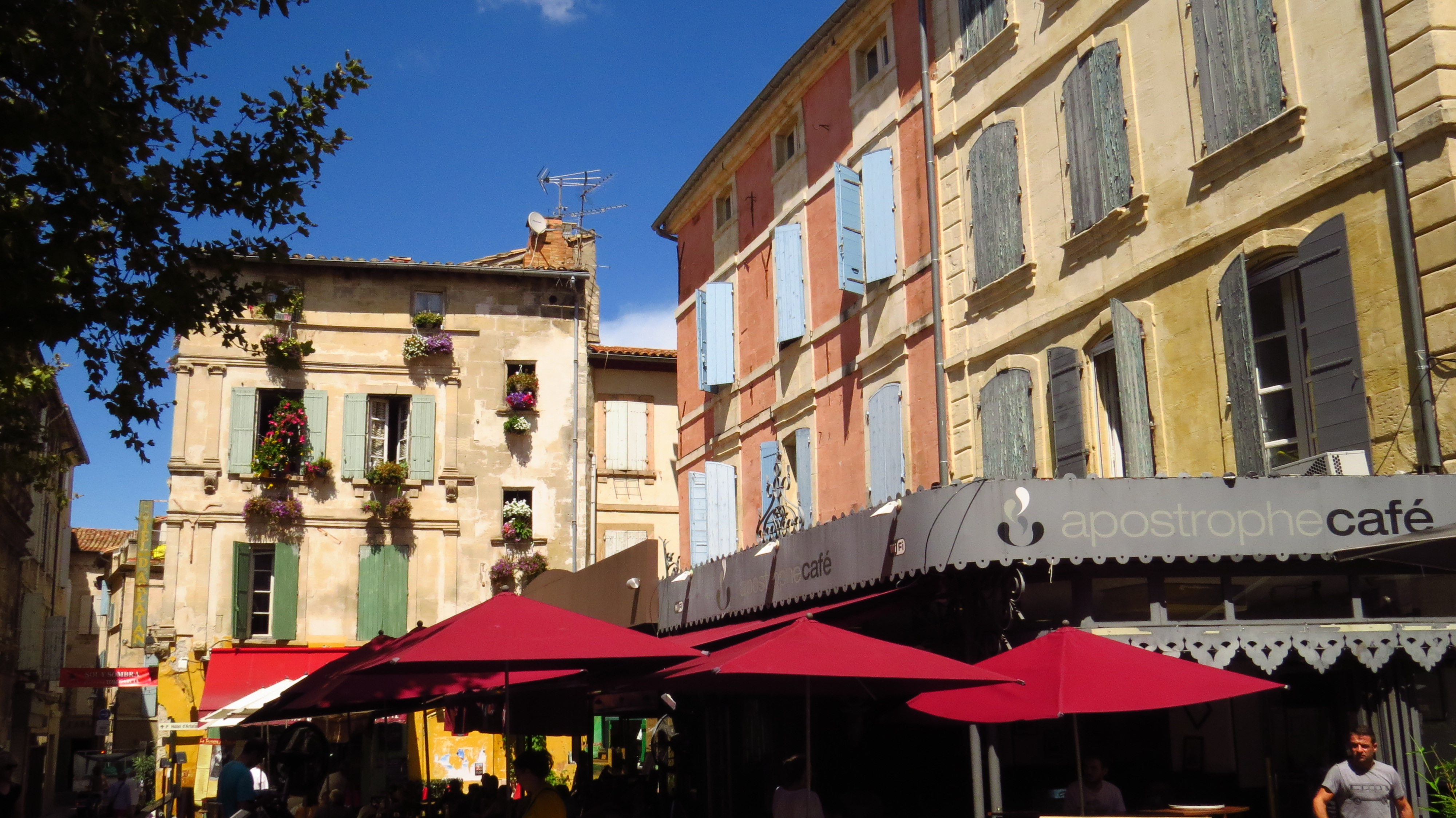